# 仙台鎮台
仙台鎮台（せんだいちんだい）は、1873年から1888年まであった日本陸軍の部隊で、全国に6つ置かれた鎮台の一つである。東北鎮台の後身として設けられ、ほぼ東北地方にあたる第2軍管を管轄した。鎮台廃止により第2師団に引き継がれた。

## 仙台鎮台の発足
明治初めの日本の軍隊は、諸藩兵を集めたもので、政府直属の軍隊はなかった。この状態を変えるため、1871年（明治4年）に、東京に御親兵、地方に鎮台を置いた。東北地方の鎮台は東山道鎮台の名で計画され、東北鎮台として設置された。東北鎮台の本営は石巻を予定したが、仙台城を利用できる仙台を当面の本営とした。1873年（明治6年）、鎮台条例の改定により、全国4鎮台を6鎮台に増やしたとき、東北鎮台の名を仙台鎮台に改めた。石巻への鎮台設置は実現しないまま、仙台が正式に鎮台本営の地となった。
このとき、鎮台の管轄地を軍管と呼ぶことになった。仙台鎮台は東北地方にあたる第2軍管を管轄した。第2軍管は2つの師管に分けられた。現在の岩手県・宮城県・福島県にあたる東半分が鎮台直轄の第4師管、青森県・秋田県・山形県にあたる西半分は青森を本営とする第5師管である。

## 軍備と出動
初期の鎮台の兵士は、士族出身志願者からなる壮兵であったが、1873年発布の徴兵令を期に徴集兵におきかえる施策が進んだ。仙台鎮台では1874年（明治7年）に歩兵1個大隊分だけを徴募する計画を立てた、
1875年（明治8年）改訂の「六管鎮台表」によれば、第4師管には歩兵第4連隊、第5師管には歩兵第5連隊が配置されることになっていた。ほかに騎兵第2大隊、砲兵第2大隊、工兵第2小隊、輜重兵第2小隊が仙台鎮台に属した。北海道は第2軍管の範囲外だが、南端にいる函館砲隊は仙台鎮台に属した。定員は平時4340人、戦時6410人である。
以上は計画兵力であり、充足は容易ではなく、第4連隊の編成は1875年、第5連隊の編成は1878年となった。また、受け入れる陣営がないという理由で1875年（明治8年）の騎兵・砲兵・工兵・輜重兵の徴兵は中止した。工兵については、1874年（明治7年）に東京鎮台で壮兵の募集をかけ、後に仙台鎮台に回すという計画であった。
鎮台の主な任務は、管内の反乱の鎮圧にあった。1877年（明治10年）に九州で西南戦争が勃発した直後には、山形県鶴ヶ岡の士族が反乱する動きがあるとして、県の要請により2個小隊を派遣した。

## 1885年改正
1885年（明治18年）6月の鎮台条例改正で、6つの鎮台の兵力が均一にそろえられた。各鎮台の主力は歩兵2個旅団（4個連隊）で、これに騎兵と砲兵が各1個連隊、工兵と輜重兵が各1個大隊加わる。仙台鎮台の第2軍管は、新潟県を加えて東北地方と新潟県を範囲とした。歩兵1個連隊を青森に、もう1個連隊を新潟県の新発田においたほか、兵力の過半は仙台に集中することとした。
この計画にもとづいて、部隊の増強が続いた。主力となる歩兵連隊で、1885年段階で編成が完了していたのは、第4、第5と第16の3個歩兵連隊である。歩兵第17連隊の編成はこの年にはじまり、1887年（明治20年）に完了した。1887年に旅団以下の諸隊に属した兵力は8563人、その他鎮台に属する軍人・軍属は344人で、計8907人がいた、この数字は実数で、定員に対する欠は2448人であった。

## 鎮台の廃止と師団への移行
1888年、鎮台条例は廃止になり、かわって師団司令部条例などが一斉に施行された。1885年条例の戦力を完成した仙台鎮台は、そのまま第2師団に移行した。

## 部隊の編制
以下は性格が異なる資料を紹介したもので、相互の対応はとれていない。また、多くは制度として決められたもので、実際の編成と異なる場合がある。よって、ある年に掲載されている部隊が別の年に挙げられていないとしても、その部隊が改廃されたとは限らない。

### 1875年
1875年（明治8年）4月7日改訂の「六管鎮台表」による。
- 仙台鎮台（仙台）
  - 歩兵第4連隊（仙台） - 1875年9月に編成[15]
  - 歩兵第5連隊（青森） - 1878年12月に編成[15]
  - 騎兵第2大隊 - おそらく計画のみ[16]
  - 砲兵第2大隊
  - 工兵第2小隊
  - 輜重兵第2小隊
  - 函館砲隊

### 1882年から1883年頃
1882年から1883年頃の実際の編成状況。特に注記しないかぎり、『改正官員録』による。
- 仙台鎮台
  - 歩兵第4連隊
  - 歩兵第5連隊
  - 山砲兵第2大隊第1中隊
  - 輜重兵第2小隊
  - 函館砲隊
  - 仙台鎮台軍法会議
  - 第4師管後備軍（司令部のみ）
  - 第5師管後備軍（司令部のみ）

### 1885年
鎮台条例の付表である「七軍管兵備表」と「諸兵配備表」による。戦時には常備軍と同じ構成（補充隊は欠く）の後備軍が編成される予定であった。
- 仙台鎮台（仙台）
  - 歩兵第3旅団（仙台）
    - 歩兵第4連隊（仙台）
    - 歩兵第16連隊（新発田） - 1884年に編成完了[12]

  - 歩兵第4旅団（青森）
    - 歩兵第5連隊（青森）
    - 歩兵第17連隊（仙台） - 1887年に編成完了[12]

  - 騎兵第2連隊（仙台）- おそらく計画のみ[16]
  - 砲兵第2連隊（仙台）
  - 工兵第2大隊（仙台）
  - 輜重兵第2大隊（仙台）
  - 歩兵補充隊4個大隊
  - 騎兵補充隊1個中隊
  - 砲兵補充隊1個中隊
  - 輜重兵補充隊1個中隊

### 1887年
明治20年（1887年）の『陸軍統計年報』による。8907人（鎮台司令部を除き、8563人）
- 仙台鎮台 - 344人[19]
  - 歩兵第3旅団 - 仙台・川内大橋通 - 6人[20]
    - 歩兵第4連隊 - 仙台・榴岡 - 歩兵第17連隊とあわせ、3477人
    - 歩兵第16連隊 - 新発田本村 - 1748人

  - 歩兵第4旅団 - 青森・筒井村） - 5人
    - 歩兵第5連隊 - 青森・筒井村 - 1610人
    - 歩兵第17連隊 - 仙台・川内（もと仙台城二の丸）

  - 函館分遣隊（歩兵第5連隊第3大隊）- 函館 - 745人
  - 砲兵第2連隊 - 仙台・川内 - 637人
  - 工兵第1中隊 - 仙台・川内 - 162人
  - 輜重兵第2大隊 - 仙台・川内 - 173人

## 人事

### 司令長官
- 三好重臣 大佐：1873年（明治6年）1月9日 - 1874年（明治7年）8月20日
- （代理）堀尾晴義 中佐：1874年（明治7年）9月18日 - 1878年（明治11年）9月12日
- （代理）福原実 大佐：1878年（明治11年）9月12日 - 1878年（明治11年）11月20日
- 福原実 少将：1878年（明治11年）11月20日 - 1879年（明治12年）10月8日
- （欠員）：1879年（明治12年）10月8日 - 1880年（明治13年）4月29日

### 司令官
- 四条隆謌 少将：1880年（明治13年）4月29日 - 1881年（明治14年）2月7日
- 佐久間左馬太 少将：1881年（明治14年）2月7日 - 1885年（明治18年）5月21日
- 曾我祐準 中将：1885年（明治18年）5月21日 - 1886年（明治19年）3月16日
- 佐久間左馬太 中将：1886年（明治19年）3月16日 - 1888年（明治21年）5月12日（同年5月14日第2師団長）

### 参謀長
- 堀尾晴義 中佐：1874年（明治7年）8月28日 - 1874年（明治7年）9月18日
- 福原実 大佐：1878年（明治11年）9月14日 - 1878年（明治11年）11月22日
- 長屋重名 中佐：1878年（明治11年）12月17日 - 1881年（明治14年）1月22日
- 川上操六 中佐：1881年（明治14年）1月22日 - 1882年（明治15年）2月
- 大沼渉 大佐：1882年（明治15年）3月9日 - 1885年（明治18年）5月21日
- （心得）大島義昌 中佐：1885年（明治18年）5月26日 - 1886年（明治19年）3月
- 高島信茂 大佐：1886年（明治19年）3月19日 -  1888年（明治21年5月）

### 1882年から1883年頃
仙台鎮台司令部の人事構成と、所属部隊・官衙の長。『改正官員録』による。
- 司令官　佐久間左馬太　少将
  - 参謀長　大沼渉　歩兵大佐
    - 参謀　河野通好　歩兵少佐
    - 参謀　富岡三造　歩兵大尉
    - 副官　西山隆恭　大尉
    - 伝令使　小野田健二郎　砲兵少尉
    - 文庫主管　竹垣直行　歩兵少尉
    - 武庫主管　石井政徳　砲兵大尉
    - 調馬掛　前田以孝　騎兵中尉
    - 会計部長官　岡村宣温　会計二等副監督
      - 会計部次長　佐竹義方　会計監督補
      - 計算課長　甲斐敬直　会計軍吏
      - 糧食課長　菅野尚喬　会計軍吏
      - 被服課長　上村春説　会計軍吏
      - 病院課長　武田建貞　会計軍吏
        - 課僚　大島道義　会計軍吏副
        - 課僚補　楠本三□（判読不能）　会計軍吏副
        - 課僚補　田中孝友　会計軍吏副

  - 病院長　土岐頼徳　二等軍医正
  - 歩兵第4連隊長　林田少一郎　歩兵中佐
    - 第1大隊長　岳村静　歩兵少佐
    - 第2大隊長　上田有　歩兵少佐

  - 歩兵第5連隊長・青森営所司令官　大島義昌　歩兵中佐
    - 第1大隊長　田村寛一　歩兵少佐
    - 第2大隊長　土屋光春　歩兵少佐

  - 山砲兵第2大隊第1中隊長　桜井重寿　砲兵大尉
  - 輜重兵第2小隊長　岡田貫之　輜重兵大尉
  - 函館砲隊中隊長　三毛敏徳　砲兵大尉
  - 仙台鎮台軍法会議　岩垣杉縄　理事
  - 仙台鎮台軍法会議（青森営所?）　隅山直清　理事
  - 第4師管後備軍司令官　鈴木良光　歩兵少佐
  - 第5師管後備軍司令官　早井亞幹　大尉
  - 仙台衛戍司令官　田中正基　歩兵少佐